# Loštice
Loštice (tyska: Loschitz) är en stad i Tjeckien. Den ligger i regionen Olomouc, i den östra delen av landet, 180 km öster om huvudstaden Prag. Loštice ligger 260 meter över havet och antalet invånare är 3 026 (2016).
Terrängen runt Loštice är platt åt nordost, men åt sydväst är den kuperad. Runt Loštice är det ganska tätbefolkat, med 54 invånare per kvadratkilometer. Närmaste större samhälle är Mohelnice, 3,6 km norr om Loštice. I omgivningarna runt Loštice växer i huvudsak blandskog.